# ノヴィ・グラード (ボスニア・ヘルツェゴビナ連邦)
ノヴィ・グラード（ボスニア語:Novi Grad、クロアチア語:Novi Grad、セルビア語:Нови Град）は、ボスニア・ヘルツェゴビナの基礎自治体。ボスニア・ヘルツェゴビナを構成する2つの構成体のうちボスニア・ヘルツェゴビナ連邦に属し、サラエヴォ県に含まれる。ノヴィ・グラードは、スタリ・グラード、ノヴォ・サラエヴォ、ツェンタルとともに4つの自治体で合同でサラエヴォを構成している。

## 歴史
1970年代、サラエヴォは経済的・文化的に大きな発展を遂げ、人口や産業規模も拡大し、市域も広がった。ノヴィ・グラードはこの期間の急激な拡大の産物であり、その間にかつては原野であったこの地域には共産主義による都市開発の中心として姿を変え、多くの住居用ビルディングが立ち並ぶようになった。このときにノヴィ・グラードは公式に自治体として発足した。発足時には、ノヴィ・グラードには60,000人の人口と18の街区があった。
1991年の国勢調査によると、ノヴィ・グラード自治体には136,746人の人口があった。ボスニア・ヘルツェゴビナ紛争によって多くの人々が町を脱出するか死亡するなどして人口は減少した。ノヴィ・グラードの領域の一部は、セルビア人勢力によるサラエヴォ包囲のさなかに、セルビア人勢力の占領下におかれた。町には丘の上から迫撃砲による攻撃を受けた。ノヴィ・グラードにある33,517の住居用建物のうち、92%は紛争による損害を受けている。
ノヴィ・グラードはその後、急速に再興をとげた。多くの銃弾の痕跡や砲撃の跡は残っているものの、主な建物は問題なく使用できる状態にある。現代のサラエヴォの多くの場所と同様に、ノヴィ・グラードでもまた新しい開発が始まっている。その中には、ボスマル・シティ・センター（Bosmal City Center）なども含まれる。

## 人口動態

### 1971年
合計 - 111,811人
- セルビア人 - 45.806 (40,96%)
- ムスリム人 - 37.147 (33,22%)
- クロアチア人 - 17.491 (15,64%)
- ユーゴスラビア人 - 5.798 (5,18%)
- その他 - 5.569 (5,00%)

### 1991年
合計 - 136,616人
- ムスリム人 - 69.430 (50,82%)
- セルビア人 - 37.591 (27,51%)
- クロアチア人 - 8.889 (6,50%)
- ユーゴスラビア人 - 15.580 (11,40%)
- その他 - 5.126 (3,77%)

### 2002年
2002年の推計によると、ノヴィ・グラードの人口は合計で122,636人であり、うち88%はボシュニャク人（ムスリム人）、8%はセルビア人、4%はクロアチア人となっている。

### 2005年
2005年の推計によると、人口の86%はボシュニャク人である。